# Pachycondyla porcata
Pachycondyla porcata är en myrart som först beskrevs av Carlo Emery 1897.  Pachycondyla porcata ingår i släktet Pachycondyla och familjen myror. Inga underarter finns listade i Catalogue of Life.